# Guatteria ferruginea
Guatteria ferruginea este o specie de plante angiosperme din genul Guatteria, familia Annonaceae, descrisă de A. St.-hil.. Conform Catalogue of Life specia Guatteria ferruginea nu are subspecii cunoscute.